# Apsilops bicolor
Apsilops bicolor är en stekelart som först beskrevs av Joseph Augustine Cushman 1927.  Apsilops bicolor ingår i släktet Apsilops och familjen brokparasitsteklar. Inga underarter finns listade.